# Raillardella
Raillardella es un género de plantas con flores de la familia  Asteraceae.  Comprende 9 especies descritas y de estas. solo 3  aceptadas.

## Taxonomía
El género fue descrito por (A.Gray) Benth. & Hook.f. y publicado en Genera Plantarum 2(1): 442. 1873.
Etimología
Raillardella: nombre genérico que es una variación ortográfica de género Raillardia, y del término latino ella = "diminutivo".

## Especies
A continuación se brinda un listado de las especies del género Raillardella aceptadas hasta julio de 2012, ordenadas alfabéticamente. Para cada una se indica el nombre binomial seguido del autor, abreviado según las convenciones y usos.
- Raillardella argentea (A.Gray) A.Gray
- Raillardella pringlei Greene
- Raillardella scaposa (A.Gray) A.Gray